# USS Constellation (1855)
De USS Constellation  werd in 1853 gebouwd en was een oorlogsloep, of ook korvet genoemd. Het was het tweede zeilschip van de Amerikaanse Marine die genoemd werd met deze vermaarde naam. Haar kiel werd gelegd op 25 juni 1853, in Gosport Navy Yard in Norfolk, Virginia, tijdens dezelfde periode waarin de eerste originele "Constellation" uit 1797 werd afgebroken.

## Diensthistorie
De sloep werd te water gelaten op 26 augustus 1854 en in actieve dienst gesteld op 28 juli 1855, met kapitein Charles H. Bell als eerste bevelhebber.
Vanaf 1855 tot 1858 volbracht de "USS Constellation" over het algemeen, diplomatieke plichten, met als deelname met het U.S. Mediterranean Squadron. Ze werd het vlaggenschip van de U. S. African Squadron van 1859 tot 1861. In die periode onderschepte ze de Afrikaanse slavenhandel, door het verbieden aan drie slavenschepen van gedwongen menselijke leed, en de bevrijding van de opgesloten geketende Afrikaanse slaven in hun ruimen. De laatste werd ingenomen en gekaapt, tegen het uitbreken van de Amerikaanse Burgeroorlog. De "USS Constellation" overmeesterde het slavenschip, de brik "Triton" in de Afrikaanse kustwateren.
De "USS Constellation" gaf zich uit als afschrikmiddel, tegen Confederale oorlogsschepen en vijandelijke handelskapers in de Middellandse Zee.
Na de Burgeroorlog ondernam de "USS Constellation" verscheidene dienstplichten en gelast als hulpbetoon, en als opslagschip, voor de hongersnood in Ierland, en de Wereldtentoonstelling van 1878 te Parijs. Ze kreeg ook de taak voor een aantal jaren als ontvangstschip en als drijvende kazerne.

## 20e eeuw
Na ingebruikname als oefenlesschip voor de Naval Academy Midshipsman, werd de "USS Constellation" een volwaardig trainingsschip in 1894 voor de Naval Training Center in Newport, Rhode Island, waar ze meer dan 60.000 rekruten opleidde gedurende de Eerste Wereldoorlog.
Ze werd uit actieve dienst gesteld in 1933 en daarna werd de "Constellation" weer in dienst geplaatst als nationaal symbool in 1940, door President Franklin D. Roosevelt. Ze werd als huldebetoon, tijdens de Tweede Wereldoorlog, (als reserve)vlaggenschip voor de U. S. Atlantische Vloot geplaatst, maar leende zich, de eerste 6 maanden van 1942, uit als het vlaggenschip voor admiraal Ernest J. King en viceadmiraal Royal E. Ingersoll.

## Restauraties
De "Constellation" werd weer eens uit actieve dienst gesteld op 4 februari 1955, en uit de scheepsregisterlijst verwijderd op 15 augustus 1955 – ongeveer twee weken en 100 jaar vanaf haar eerste indiensttreding.
Ze werd voortaan op haar huidige en vaste ligplaats gelegd –  Constellation Dock, Inner Harbor (Binnenhaven) aan Pier 1, 301 East Pratt street, Baltimore, Maryland (op positie 39°17'07.95 Noord en 76°36'40.28 West) –  en uitgeroepen tot Nationaal Historisch Monument (referentienummer 660000918) op 23 mei 1963.
Ze was en is het laatste marineschip, uit de toenmalige periode van de Amerikaanse Burgeroorlog, en een van de laatste, oorlogszeilschepen, gebouwd voor de toenmalige Amerikaanse Marine. Ze kreeg als aantekening op haar romp, als classificatiesymbool het marinenummer IX-20.
In 1994 werd de "Constellation" afgekeurd wegens onveilig opgelegd schip. Ze werd in het droogdok gelegd in Fort McHenry in 1996 en met restauratiegeld van zo'n 9.000.000 dollar, werd ze weer geheel in orde gebracht in juli 1999.
Op 26 oktober 2004 maakte de "USS Constellation" haar eerste reis buiten Baltimore's Inners Harbor sinds 1955. De trip ging naar het U. S. Naval Academy in Annapolis, gedurende 6 dagen en hiermee maakte het zeilschip haar eerste reis naar die stad na 111 jaar.
Een rondgangbezoek is mogelijk aan boord, mits men zelf gidst of met een assistent van de staf. Vrijwel overal op en in het schip is het toegankelijk. Ongeveer een gedeelte van de tuiglijnen worden gebruikt voor het optuigen van het schip, en met zijn tegenwoordige tuigage, loopt de omvang tot verschillende kilometers aan touwen en koorden. Een kanon wordt dagelijks gedemonstreerd met losse flodders en bezoekende groepen kunnen ook deelnemen in demonstraties als dusdanig met rondgang op de algemene dekken.

## Kenmerken van de Constellation
Voor enige tijd werd betwist of het wel het originele fregat was uit 1797, of het nieuw gebouwde oorlogszeilschip uit 1854. Veel van die betwisting werd in wezen uitgewerkt, toen de stad Baltimore het schip onder haar hoede nam en delen van het schip herbouwde om een gelijkenis met het 18e-eeuws fregat te bewerkstelligen. Bovendien, toen het schip werd hersteld en veranderd in de jaren 1990, wezen marinehistorici die de theorie aanhingen, dat het zeilschip inderdaad de originele 1797-versie was, op drie punten::
1. Een zekere hoeveelheid van de grondbeginselen werden gebruikt voor het bouwen van sloepen en werden origineel gebruikt voor het herbouwen van fregatten.
2. Sommige spanten daarvan werden afgebroken van het fregat uit 1797 en gebruikt voor constructie van de zeilsloep uit 1854.
3. Het fregat werd nooit formeel en strikt genomen uit de Marine Scheepsregister geschrapt – een schaarse afvaartnota voor marinetaken meldde, dat de "Constellation" alsmaar op de lijst, vanaf 1797 tot in de loop van 1955 werd geplaatst en stond.

## Tot besluit
Men ondersteunde het standpunt, dat ze een verschillend schip was, ondanks haar sterke gelijkenis met die van 1797, met het feit dat de zeilsloep werd ingedeeld, vernieuwd vanaf haar kiel (zonder melding van het fregat uit 1797), en werd gepland tot het bouwen, alsof het fregat nog niet was aangekomen op de scheepswerf, op dat moment.
Dana M. Wegner ging ervan uit, dat het twee verschillende zeilschepen waren. De uiteindelijke bewijzen nam men waar in de documenten, tijdens de renovatiewerkzaamheden in 1999, in welke alle bewijspunten voor de bouw van een geheel nieuw oorlogssloep was uit de jaren 1850.